# 更兴
更兴（530年六月－532年十二月，或作更新）是北魏的君主汝南王元悅的年号，共计2年餘。

## 纪年
| 更兴 | 元年  | 二年  | 三年  |
| 公元 | 530年 | 531年 | 532年 |
| 干支 | 庚戌  | 辛亥  | 壬子  |

## 參看
- 中国年号索引
- 同期存在的其他政权年号
  - 中大通（529年十月－534年十二月）：南朝梁梁武帝萧衍的年号
  - 神嘉（525年十二月－535年三月）：北魏時期領導劉蠡升年号
  - 永安（528年九月－530年十月）：北魏政权北魏孝莊帝元子攸年号
  - 建明（530年十月－531年二月）：北魏政权元晔年号
  - 普泰（531年二月—十月）：北魏政权元恭年号
  - 中興（531年十月－532年四月）：北魏政权安定王元朗年号
  - 太昌（532年四月—十二月）：北魏政权北魏孝武帝元修年号
  - 永興（532年十二月）：北魏政权北魏孝武帝元修年号
  - 永熙（532年十二月－534年十二月）：北魏政权北魏孝武帝元修年号
  - 甘露：高昌政权麴光年号
  - 章和：高昌政权麴坚年号